# Varikozelenverödung
Die Varikozelenverödung wird angewendet, um Krampfadern des Hodens zu veröden. Es ist ein unkomplizierter Eingriff, der unter örtlicher Betäubung durchgeführt wird.
Hierbei wird ein kleiner Katheter in die Leistengegend eingeführt, der nun bis zur betroffenen Vene am Hoden geschoben wird.

Dort angekommen, wird hochprozentiger Alkohol durch den Katheter eingeführt.
Dieser ruft eine künstliche Entzündung hervor, wodurch die Krampfader „abgekapselt“ wird.

Während noch vor einigen Jahren nach der Behandlung eine etwa achtstündige Bettruhe angesagt war und die Patienten eine Nacht stationär in der Klinik bleiben mussten, wird heute nur noch ein vierstündiger Druckverband angelegt und die Betroffenen können noch am selben Tag das Krankenhaus wieder verlassen.
Anschließend ist eine 2- bis 4-wöchige Sportpause sinnvoll. In aller Regel bildet sich die Venenerweiterung in einem Zeitraum von 6 bis 12 Monaten vollständig zurück, sodass eine eventuell geplante Spermienuntersuchung (Spermiogramm) erst dann erfolgen sollte.